# Sonnenphotometer

Ein Cimel CE318 Sonnenphotometer

Ein Sonnenphotometer ist ein Photometer, das direkt auf die Sonne gerichtet wird. Aktuelle Sonnenphotometer bestehen aus einer Optik, spektralen Filtern, einem Photodetektor und einem Datenlogger. Automatisierte Sonnenphotometer besitzen eine Steuereinheit, mit deren Hilfe das Gerät im Tagesverlauf der Sonne folgt. Die gemessene Größe ist die direkte Sonneneinstrahlung.
Am Erdboden oder in der Atmosphäre ist die Einstrahlung geringer als im Weltraum, da sie durch Absorption und Streuung abgeschwächt wird. Daher ist der gemessene Strahlungsfluss eine Kombination der solaren Ausstrahlung und der atmosphärischen Effekte. Den Zusammenhang dieser beiden Größen beschreibt das Lambert-Beersche Gesetz.
Die atmosphärischen Effekte können durch eine sogenannte Langley-Extrapolation entfernt werden. Dabei wird aus Messungen bei unterschiedlichen Sonnenständen mit unterschiedlichen Pfadlängen durch die Atmosphäre, aber konstanten Atmosphärenbedingungen auf die Einstrahlung außerhalb der Atmosphäre geschlossen. Wenn die außeratmosphärische Einstrahlung bekannt ist, kann das Sonnenphotometer verwendet werden, um die Atmosphärenbedingungen zu untersuchen, insbesondere die atmosphärische optische Dicke. Wird die Einstrahlung in mehreren geeigneten Spektralkanälen gemessen, kann mit dem Sonnenphotometer die Aerosolkonzentration oder die vertikal integrierte Konzentration einiger atmosphärischer Gase, beispielsweise Wasserdampf oder Ozon, gemessen werden.